# Sainte-Anastasie-sur-Issole
Sainte-Anastasie-sur-Issole ist eine französische Gemeinde mit 2138 Einwohnern (Stand 1. Januar 2022) im Département Var in der Region Provence-Alpes-Côte d’Azur. Sie gehört zum Kanton Garéoult im Arrondissement Brignoles.

## Geographie
Sainte-Anastasie-sur-Issole liegt am Ufer der Issole inmitten der Flussebene, die im Süden vom 483 m hohen Porte Etroite und im Norden vom 553 m hohen Barre de Saint-Quinis überragt wird.
Der GR-Fernwanderweg 9 führt durch die Gemeinde.

## Geschichte
Die vorgeschichtliche Besiedelung der Gemarkung ist durch Funde von Feuersteinen und Schmuck in einer Höhle belegt.  Ein wenig unterhalb des Ortes befand sich ein ligurisches Lager.
Zwischen dem ersten und zweiten Kaiserreich entstand auf den Fundamenten eines römischen Feldlagers die später wieder unbewohnte Ortschaft Naples.
Im Jahr 1252 wurde die Ortschaft erstmals als Sancta Enestazia erwähnt. Zu dieser Zeit war sie ein Lehen der Abtei Saint-Victor, später fiel sie an das Kapitel von Pignans. Die Herrschaft lag bei Hubert de Garde, dem Herrn von Vins.
Die gegenwärtige Siedlung entstand erst nach dem Zweiten Kaiserreich.

## Sehenswürdigkeiten
- Sainte-Anastasie-sur-Issole ist ein kleines ruhiges Dorf am Hang eines Bergvorsprungs mit einem Labyrinth von kleinen Straßen.
- Eine alte Balken-Brücke führt über die Issole.
- Die Pfarrkirche Saint-Just mit ihrem niedrigen, etwas untersetzten Glockenturm wurde im 19. Jahrhundert vergrößert.
- Vom Weiler Naples führt ein Prozessionsweg zur Kapelle Saint-Quinis.

## Persönlichkeiten
- Der im Nachbarort Besse-sur-Issole geborene Gaspard Bouis (1757–1781), auch Gaspard de Besse genannt, war ein Straßenräuber, der im 18. Jahrhundert lebte. Der Legende nach plünderte er königliche Schatzbeamte und Adlige im Massif des Maures aus und verteilte die Beute unter den Armen. Gaspard Bouis soll die befestigte Höhle in den Klippen von Saint-Quinis zu einem Stützpunkt ausgebaut haben.